# 勝義根
勝義根，佛教術語，又作淨色根。有色根，指的是眼、耳、鼻、舌、身、意等六根中的前五根。五色根有兩種：一是浮塵根、另一則是勝義根。

相對於浮塵根在有情身外表，而令人眼睛可見的眼球、皮膚、耳、鼻等的器官，勝義根是不可見的色法，但能因完整的五根為緣於根塵觸而顯發出生六識。

勝義根的前五根也屬於色法的一類，所以也是色蘊，由四大淨色所組成，相對浮塵根來說是屬於較清淨的一類色法，淨色根因此得名。

六根中的第六根意根，即是第七識，是屬於心法，不是色法，沒有浮塵根。